# Sønderborg (2)
|  | Denne artikel er oprettet af botten PalnaBot ud fra en ekstern database. Den kan derfor have sproglige fejl eller mangler. Denne skabelon kan fjernes efter kontrol af indholdet. |

Sønderborg (2) er en film med ukendt instruktør.

## Handling
Fra samme begivenheder som ses i "Sønderborg". Mere ringrideroptog gennem byen. Tivoli og gøgl. Børnevæddeløb.